# Eubacterium biforme
Eubacterium biforme è una specie di batterio appartenente alla famiglia delle Eubacteriaceae.